# Aglyptodactylus securifer
Aglyptodactylus securifer Glaw, Vences et Böhme, 1998 è una rana della famiglia Mantellidae, endemica del Madagascar.

## Distribuzione e habitat
L'areale di questa specie non è ancora ben definito: segnalata in differenti località del Madagascar settentrionale, nord-occidentale e occidentale, è probabilmente diffusa in un territorio molto ampio.

## Conservazione
La IUCN red list classifica Aglyptodactylus securifer come specie a basso rischio (Least Concern).
La si può osservare all'interno del Parco nazionale Tsingy di Bemaraha e della Riserva speciale di Manongarivo.